# Jappeloup – Eine Legende
Jappeloup – Eine Legende ist ein französischer Spielfilm von Christian Duguay aus dem Jahr 2013. Er beschreibt, an tatsächliche Ereignisse angelehnt, Pierre Durands Aufstieg vom einfachen Springreiter zum Gewinner der Olympischen Spiele in Seoul 1988 mit seinem Pferd Jappeloup de Luze, das ursprünglich als zu klein angesehen wurde, um erfolgreich Springreit-Turniere bestreiten zu können.

## Handlung
Pierre Durand ist schon in seiner Kindheit von Pferden begeistert. Er reitet Cross-Rennen, wobei er auch mit Niederlagen umgehen muss. Unterstützung erhält er vor allem von seinem Vater Serge Durand, während die Mutter stets um das Wohl ihres Kindes besorgt ist. Während Pierre erste Erfahrungen als Springreiter sammelt, kommt in einem Stall bei Saint-Seurin-sur-l’Isle Jappeloup zur Welt. Besitzer Henry Dario und seine Enkelin Raphaëlle, die nach dem Tod ihrer Eltern beim Großvater aufwächst, ziehen Jappeloup groß, und vor allem Raphaëlle verbindet mit dem schwierigen Pferd ein tiefes Einverständnis. Während Pierre kleinere Turniere bestreitet und schließlich ein Jura-Studium beginnt, fängt Raphaëlle an, Jappeloup zuzureiten. Das Pferd erweist sich für ihre Fertigkeiten als zu ungestüm, zumal es vor jedem Hindernis scheut. Weil es dennoch sehr gute Anlagen hat, bietet Henry Dalio das Pfer Serge und Pierre zum Kauf an. Pierre, der zunehmend unter der Doppelbelastung Studium–Reitsport leidet, lehnt einen Kauf ab: Der dreijährige Jappeloup weigert sich nicht nur, über Hindernisse zu gehen, sondern ist im Vergleich zu anderen Pferden seines Alters mit 1,58 Metern für das Springreiten deutlich zu klein. Raphaëlle ist erleichtert, Jappeloup behalten zu können.
Beim CSIO im polnischen Olsztyn rechnet sich Pierre Durand 1978 Chancen auf den Sieg aus. Er stürzt jedoch während des Wettkampfs und bricht sich die Hand, als sein Pferd ihn flüchtend tritt. Im Krankenhaus macht seine Mutter Pierre klar, dass sie nie mehr zu einem seiner Wettkämpfe kommen wird. Serge wiederum drängt seinen Sohn, sich für die Laufbahn als Springreiter oder als Jurist zu entscheiden. Pierre wählt die sichere Laufbahn als Jurist. Zwei Jahre später arbeitet er als Teilhaber einer Kanzlei und sitzt nur noch selten auf einem Pferd, fehlt ihm doch die Zeit. Bei einem Wettkampfbesuch mit seinem Vater sieht er Jappeloup wieder, der von der jungen Nadia geritten wird. Als das Pferd vor einem Hindernis scheut, bricht Nadia den Wettkampf ab. Serge jedoch erkennt das Potenzial des Tieres und kauft Jappeloup 1980 für Pierre. Der wiederum kommt Nadia näher, mit der er die Liebe zu Pferden teilt. Bald fängt Pierre an, mit Jappeloup zu arbeiten. Er stellt Raphaëlle für die Betreuung des Wallachs ein, da Jappeloups Charakter schwierig ist. Im Laufe der Beschäftigung mit den Pferden verliert Pierre zunehmend das Interesse an seiner Arbeit als Anwalt und steigt schließlich aus der Kanzlei aus. Er beginnt, auf Jappeloup kleinere Turniere zu reiten, gewinnt mehrfach, muss jedoch auch Rückschläge einstecken. Privat läuft es besser: Pierre heiratet Nadia.
Nach einem Testspringen wird Pierre Durand in die französische Nationalmannschaft aufgenommen, erlebt jedoch bereits 1982 beim Nationenpreis in Longchamp einen herben Rückschlag: Weil er zu früh gestartet ist, wird er disqualifiziert. Er rastet aus und macht dabei auch vor Nadia und Serge nicht Halt. Nadia macht ihm klar, dass sie dieses Verhalten weder in dieser noch in einer anderen Situation akzeptieren wird. Im selben Jahr gewinnt Pierre die französischen Meisterschaften in Fontainebleau. Kurz darauf erfährt er von Nadia, dass sie schwanger ist.
Beruflich gerät Pierre immer öfter in Konflikt mit dem Trainer der Nationalmannschaft Marcel Rozier. Bei den Olympischen Sommerspielen in Los Angeles 1984 kommt es zum Eklat bei einer Pressekonferenz, auf der Pierre unter anderem den Verkaufspreis für Jappeloup nennen soll, der jedoch unverkäuflich ist. Das Pferd scheut während des Wettkampfes vor einem Hindernis und wirft Pierre Durand ab. Es gelingt ihm nicht, die öffentliche Blamage angemessen zu verarbeiten. Er entschließt sich, Jappeloup an den Amerikaner John Lester zu verkaufen, der ihm 400.000 Dollar für das Pferd zahlen will. Nadia ist empört, dass Pierre kein Kämpfer ist, Serge bittet ihn, sich die Entscheidung noch einmal durch den Kopf gehen zu lassen, während Raphaëlle ihre Arbeitsstelle bei Pierre kündigt und den Hof verlässt. Pierre unterzeichnet den Vertrag mit John Lester und fährt mit Nadia ans Meer. Dort erreicht ihn die Nachricht, dass sein Vater Serge einen Herzinfarkt erlitten hat und noch auf dem Reitplatz gestorben ist. John Lester wiederum informiert ihn, dass er an eine Annullierung des Kaufvertrages für Jappeloup denkt, habe sich bei der Blutuntersuchung doch herausgestellt, dass das Pferd Piroplasmose hat. Nach der Geburt seiner Tochter annulliert Pierre den Vertrag schließlich von sich aus. Raphaëlle wiederum kehrt nur zu ihm auf den Hof zurück, weil er verspricht, sein Verhältnis zu Jappeloup zu ändern: Er muss lernen, das Pferd als Lebewesen zu sehen und nicht als Maschine, mit der man Geld machen kann.
Nur langsam kann Pierre eine vertrauensvolle Beziehung zu Jappeloup aufbauen. Als sich Jappeloup beim Training zu den Europameisterschaften 1985 bei einem Sprung leicht verletzt, zieht Pierre Durand seine Teilnahme am Wettbewerb zurück. Als er daraufhin in Konflikt mit Trainer Marcel Rozier gerät, steigt er aus der Nationalmannschaft aus. Die finanzielle Situation der Familie verschlechtert sich in der Folgezeit, zumal es Pierre nicht gelingt, Sponsoren von sich und Jappeloup zu überzeugen. Ein Anruf bringt die gute Nachricht: Rozier wurde durch Patrick Caron ersetzt, der Pierre wieder in der Nationalmannschaft haben will. Pierre nimmt 1986 an den Weltmeisterschaften teil, wo er auaf Risiko reitet und vor dem Finale mit Pferdewechsel in Führung liegt. Im Finale fällt er jedoch aufgrund zahlreicher gerissener Hindernisse zurück. Gail Greenough hingegen überwindet mit Jappeloup den Parcours ohne Fehler und gewinnt damit die Weltmeisterschaft. Pierre beginnt, an seinem Können als Reiter zu zweifeln, doch zeigt sich die enge Bindung von Reiter und Pferd kurz darauf: Als der Pferdetransporter der französischen Nationalmannschaft Feuer fängt, kann Pierre den panischen Jappeloup beruhigen und einfangen. Bei den Olympischen Sommerspielen in Seoul 1988 gewinnt Pierre Durand schließlich auf Jappeloup mit der Mannschaft zunächst Bronze, bevor er sich im Einzelwettkampf mit einem fehlerlosen zweiten Durchlauf die Goldmedaille im Springreiten sichern kann. Es ist das erste Mal nach vielen Jahren, dass seine Mutter eines seiner Rennen indirekt am Fernseher verfolgt. Auch Pierres verstorbener Vater ist beim Rennen dabei: Pierre trägt sein Foto auf der Innenseite seiner Reitkappe.

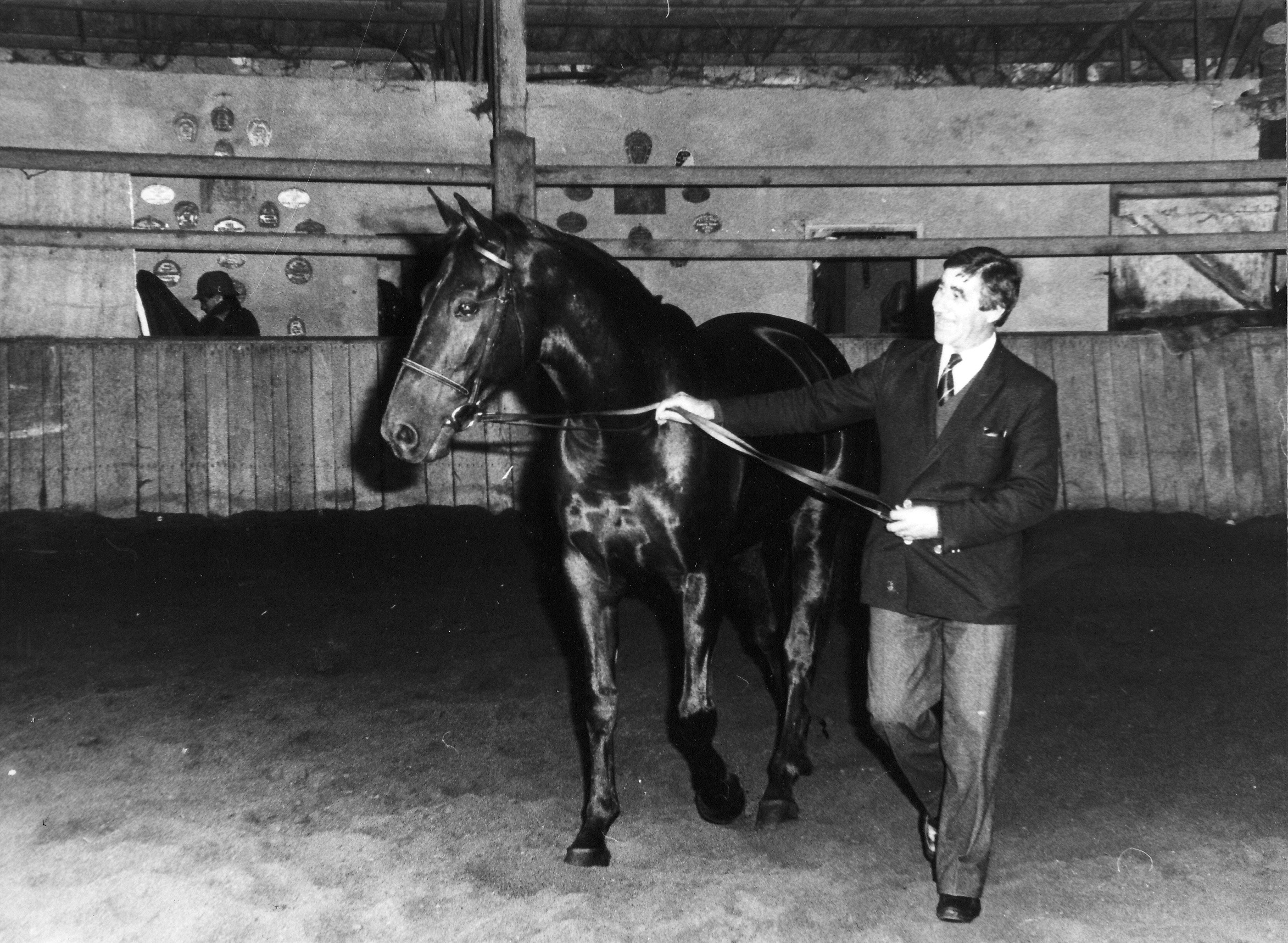
Jappeloup de Luze, 1985

## Produktion und Veröffentlichung
Jappeloup – Eine Legende basiert lose auf dem Buch Crin Noir von Pierre Durands Schwägerin Karine Devilder, der Bezug auf Durands Leben nimmt.
Durand erreichte mit dem dunkelbraunen Wallach Jappeloup de Luze 1987 Einzelgold und Mannschaftssilber bei den Europameisterschaften und Mannschaftsbronze und Einzelgold bei den Olympischen Spielen in Seoul 1988.
Guillaume Canet verfasste das Drehbuch des Films und übernahm die Hauptrolle. Er ritt im Film selbst – als Kind und Jugendlicher war Canet Springreiter, gab den Sport jedoch nach einem schweren Sturz auf. In seiner Jugend lernte er Marina Hands kennen, die in den frühen 1990er-Jahren eine erfolgreiche Springreiterin war. Auch Regisseur Christian Duguay war in seiner Jugend als Springreiter aktiv und wurde kanadischer Juniormeister, bevor er sich dem Film zuwandte. Mehrere Nebenrollen wurden mit (ehemals) erfolgreichen Springreitern besetzt, so etwa Virginie Coupérie-Eiffel (französische Meisterin 2005) und Frédéric Cottier (Mannschafts-Bronzemedaillengewinner Olympische Spiele 1988).
Der französische Maler Francis Politzer (* 1958) hat für den Film ein Storyboard mit mehr als 250 detaillierten Zeichnungen geschaffen, in denen die Abläufe der einzelnen Sequenzen und die Einstellungen visualisiert sind, wobei er besondere Sorgfalt auf die Kameraeinstellungen und Blickwinkel der Szenen mit Pferden in Aktion gelegt hat.
Kameramann war der Kanadier Ronald Plante, hochgelobt wegen seiner ästhetischen Kameraführung: „Schwerelos fährt die Kamera hinter den Reitern her, springt über Hindernisse mit und ästhetisiert das Springreiten bis hart an die Schmerzgrenze“.
Die Filmmusik komponierte der Kanadier Clinton Shorter (* 1971), es spielt das Brussels Philharmonic unter der Leitung von Dirk Brossé.
Die Pferde wurden von dem französischen Stuntman und Pferdetrainer Mario Luraschi geschult und betreut. Die Rolle Jappeloups spielen im Film zwei Pferde, wobei den größten Anteil der 22 Jahre alte Sympatico übernommen hat, der im Stockmaß dem realen Jappeloup am nächsten kommt. Sein mehrfach eingesetztes Double Incello ist ein etwas größerer, in Deutschland gezogener Oldenburger. Außerdem wurden für die verschiedenen Lebensphasen Jappeloups sechs weitere Pferde, in der Regel aus dem Stall Luraschi, eingesetzt. Jappeloup schied 1991 aus dem Springsport aus und verstarb am 5. November 1991.
Die Dreharbeiten zum Film fanden vom 8. September bis 12. Dezember 2011 auf Cap Ferret, in Bergerac, Fontainebleau, Sevilla und auf Mallorca statt. Die Kostüme stammen von Caroline de Vivaise, die Filmbauten schuf der französische Bühnen- und Kostümbildner Emile Ghigo. Das Budget betrug rund 26 Millionen Euro.
Der Film kam am 13. März 2013 in die französischen Kinos, wo er von 1.782.479 Zuschauern gesehen wurde. Am 17. Juli 2013 erschien er auf DVD. Deutscher Kinostart war am 6. Februar 2014.
Die 2014 veröffentlichte Spezialedition enthält ca. 60 Minuten Bonusmaterial.

## Synchronisation
| Rolle            | Darsteller        | Synchronsprecher   |
| ---------------- | ----------------- | ------------------ |
| Pierre Durand    | Guillaume Canet   | Philipp Brammer    |
| Nadia            | Marina Hands      | Ranja Bonalana     |
| Serge Durand     | Daniel Auteuil    | Gudo Hoegel        |
| Raphaëlle Dalio  | Lou de Laâge      | Kathrin Neusser    |
| Marcel Rozier    | Tchéky Karyo      | Robert Missler     |
| Arlette Durand   | Marie Bunel       | Christin Marquitan |
| Frédéric Cottier | Arnaud Henriet    | Uwe Büschken       |
| Joe Fargis       | Noah Huntley      | Peter Flechtner    |
| John Lester      | Donald Sutherland | Otto Mellies       |
| Patrick Caron    | Frédéric Épaud    | Frank Schröder     |

## Kritik
Le Parisien lobte Jappeloup – Eine Legende als einen Film, der „ohne Unebenheiten zu leugnen, die Hartnäckigkeit und die Leidenschaft feiert.“ Télérama nannte den Film klassisch-altmodisch, dabei elegant und sorgfältig gemacht, wobei die Hauptfigur durchaus ambivalent gezeichnet werde. Die Wettbewerbsszenen bei den Olympischen Spielen würden selbst Zuschauer, die damals vor dem Bildschirm dabei waren, in Atem halten.
L’Express befand, dass der Film den typischen Ablauf von Sportfilmen habe, die eine Erfolgsgeschichte nachzeichnen. Kritisiert wurde vor allem Christian Duguays Regie, so sei der Film einfach abfotografiert anstatt in Szene gesetzt und baue keine Spannung auf. Duguay habe mit Jappeloup – Eine Legende ein spektakuläres, sportliches Crescendo auf die Leinwand gebracht, „das in unserem Kino selten ist“, schrieb hingegen Le Point.

## Auszeichnungen
Christian Duguay wurde für Jappeloup – Eine Legende 2013 auf dem Montreal World Film Festival für den Grand Prix des Amériques nominiert. Lou de Laâge erhielt 2014 eine César-Nominierung in der Kategorie Beste Nachwuchsdarstellerin.